# 10866 Peru
10866 Peru este un asteroid din centura principală de asteroizi.

## Descriere
10866 Peru este un asteroid din centura principală de asteroizi. A fost descoperit pe 14 iulie 1996 la Observatorul La Silla de Eric Walter Elst. El prezintă o orbită caracterizată de o semiaxă mare de 2,43 ua, o excentricitate de 0,12 și o înclinație de 2,5° în raport cu ecliptica.